# 梅西耶13
梅西耶13（M13），也稱為NGC 6205，有時就直接稱為武仙座球狀星團或武仙座星團，是位於武仙座，擁有大約300,000顆恆星的球狀星團。

## 發現和可見度
M13是愛德蒙·哈雷在1714年發現的，查爾斯·梅西耶在1764年6月1日將它編入目錄中。
它的位置在赤經16h 41.7m和赤緯 +36° 28'，視星等5.8等。在天氣非常晴朗的夜晚，他幾乎可以用裸眼直接看到。它的直徑大約23弧分，使用任何的小型天文望遠鏡都能看見。臨近它的附近，在東北方28弧分有一個12等的NGC 6207，這是一個以側面朝向我們的星系。還有另一個小星系IC 4617，在M13和NGC 6207之間的半途上，位置在M13核心的北北東方。

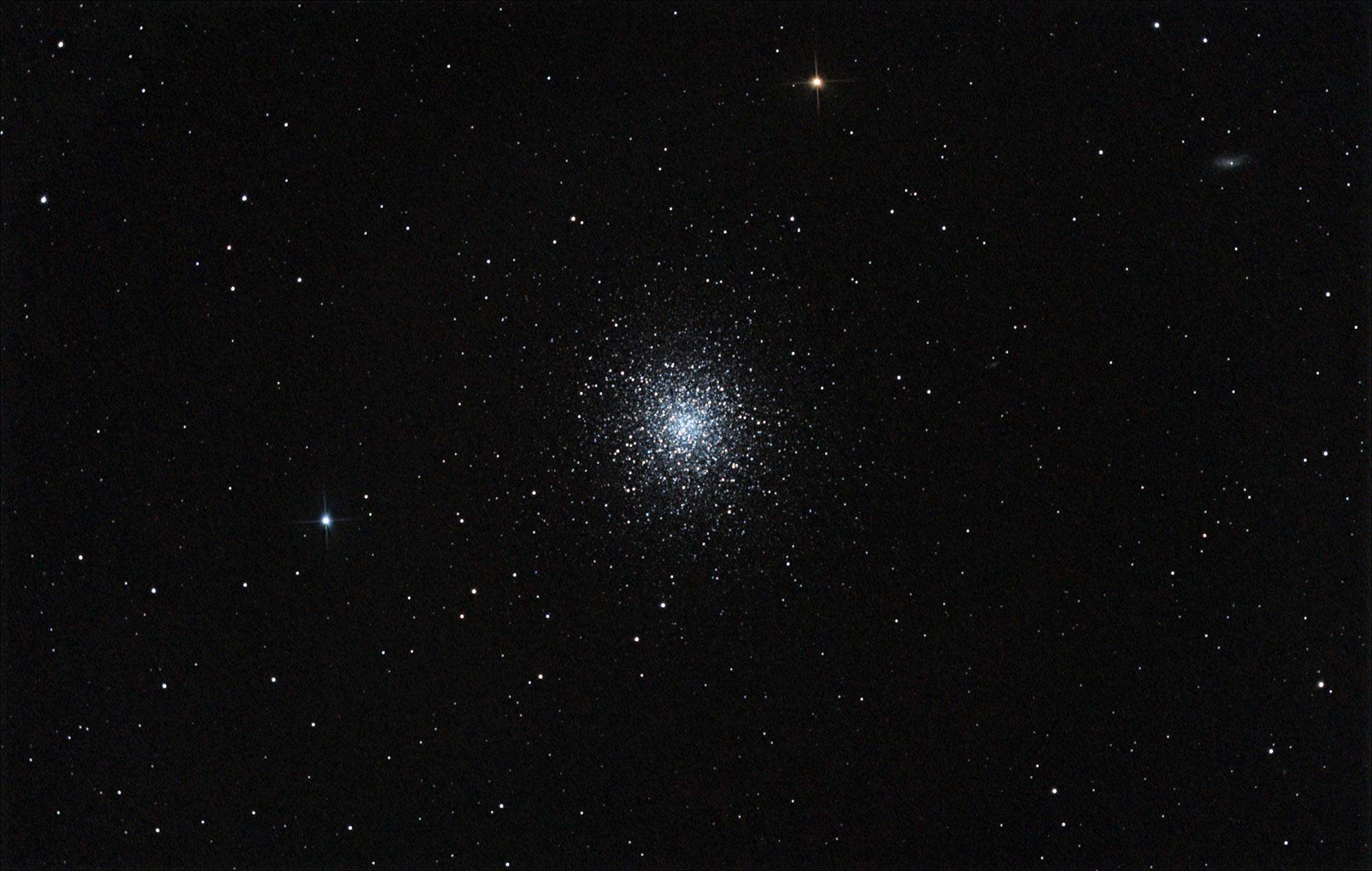
Wide field image of梅西耶13的廣視野影像。

## 特徵
M13的直徑大約是145光年，並且擁有數十萬顆的恆星。其中最亮的一顆是變星V11，他的視星等是11.95。M13與地球的距離為22,200光年。

## 阿雷西博信息
1974年的阿雷西博信息包含人類的DNA、原子序數、地球位置等的編碼信息，傳播給可能在那兒的外星文明。
它將在25,000年後抵達這個星團。

## 文學上的參考資料
- 艾西莫夫的中篇科幻小說"Sucker Bait"，和波爾·安德森的"Question and Answer"談論的都是在M13內的世界。
- 在系列的科幻小說Perry Rhodan，M13是雅剛所在的位置，世界人種Arkonides的家。
- 在丹·西蒙斯的《海柏利昂詩篇》（Hyperion Cantos），在地球理應被摧毀時，偷偷的移動至武仙座星團內隱藏起來。
- 在库尔特·冯内古特的The Sirens of Titan寫到："太陽系以每小時43,000英里朝向武仙座球狀星團接近－ 還有不明事理的人堅持沒有這麼一回事。"
- 在1968年超時空博士的故事The Wheel in Space中的賽博人有複雜的劇情，描述在M13一顆恆星上的工程師謹慎的經過一顆新星。
- 在比爾·阿曼達的流行漫畫狐步舞中，傑森·福克斯提到觀測M13球狀星團。

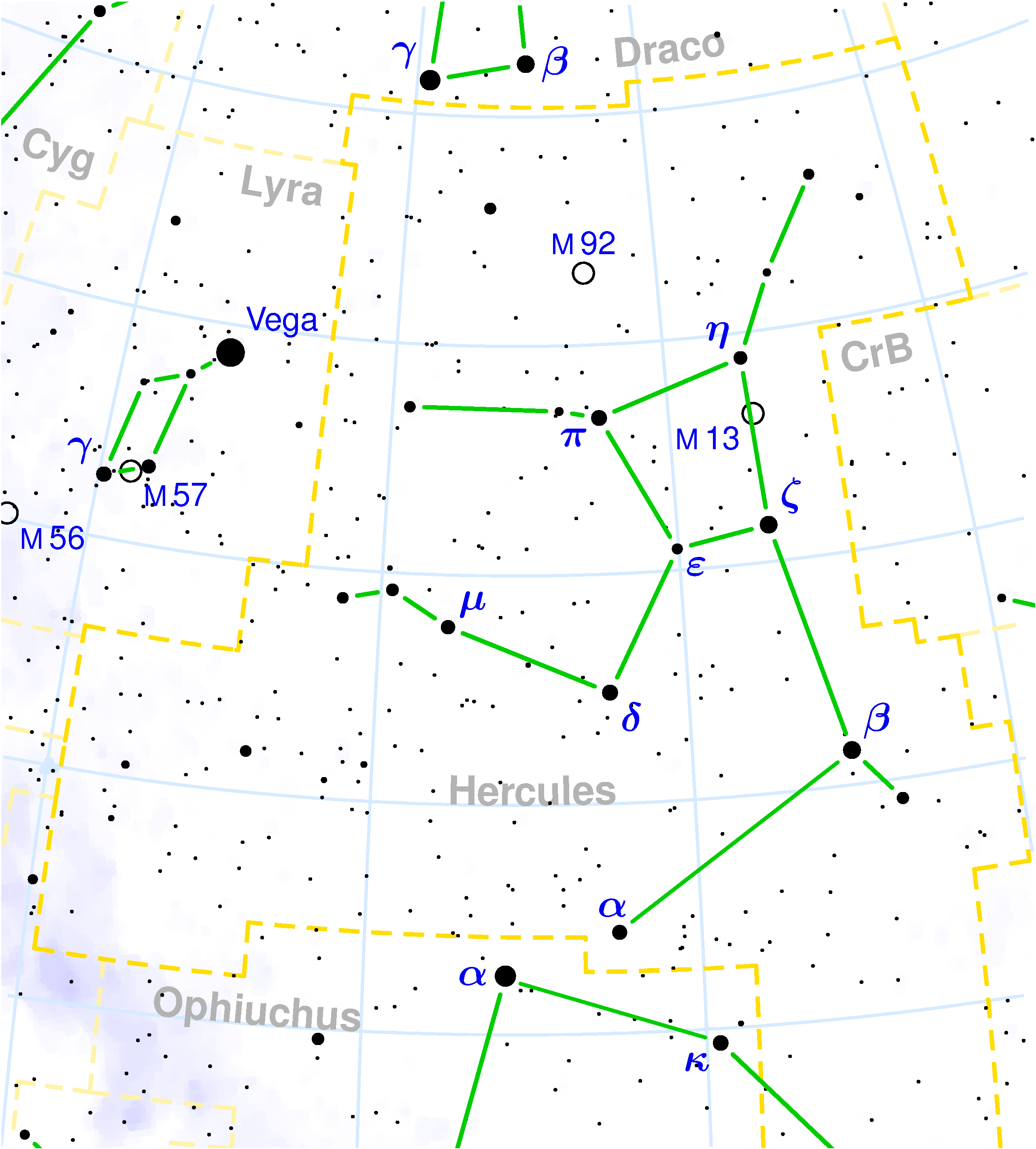
M13位在武仙座的"腋窩"。

## 外部連結
- Messier 13, SEDS Messier pages
- Messier 13, Galactic Globular Clusters Database page （页面存档备份，存于）
- Messier 13, High-resolution LRGB image based on 2 hrs total exposure （页面存档备份，存于）
- M13 Hercules Globular photo detail Dark Atmospheres （页面存档备份，存于）
- Messier 13, Image by Waid Observatory （页面存档备份，存于）
- NightSkyInfo.com – M13, the Hercules Globular Cluster （页面存档备份，存于）
- Photometric study of the V2 cepheid in M13 （页面存档备份，存于）
- Period, Amplitude and Light Curve of V38 in M13 （页面存档备份，存于）
- Great Globular Cluster in Hercules (Messier 13/NGC 6205) （页面存档备份，存于）
- Rothery, David; Bauer, Amanda; Dhillon, Vik; Lawrence, Pete; Chapman, Allan; Fohring, Dora. . Deep Sky Video. Brady Haran.   [2013-05-18]. （原始内容存档于2020-07-02）.
- WikiSky上关于梅西耶13的内容：DSS2, SDSS, GALEX, IRAS, 氢α, X射线, 天文照片, 天图, 文章和图片